# Pietro Bembo

Pietro Bembo als Kardinal. Gemälde von Tizian, 1539/40, National Gallery of Art, Washington

Kardinalswappen (modernes Schema)

Pietro Bembo und latinisiert Petrus Bembus (* 20. Mai 1470 in Venedig; † 18. Januar 1547 in Rom) war ein italienischer humanistischer Gelehrter, Dichter und Kardinal. Er war für seine meisterhafte Beherrschung der lateinischen Sprache bekannt, seine Zeitgenossen betrachteten seinen Stil als vorbildlich. Wegweisend war seine Theorie der italienischen Literatursprache. Sie trug dazu bei, dass der „Sprachenstreit“ um die Frage, welche Variante des Italienischen sich am besten als Literatursprache eigne, zugunsten des Toskanischen entschieden wurde.

## Leben

### Herkunft und Jugend
Pietro Bembo stammte aus einer angesehenen Patrizierfamilie Venedigs. Sein Vater Bernardo Bembo (1433–1519) war humanistisch gebildet und ein Freund des Humanisten Marsilio Ficino; als Senator, Botschafter der Republik Venedig und Mitglied des Rats der Zehn gehörte er zu den führenden Politikern seiner Heimatstadt. Er verfügte über eine vorzügliche Bibliothek, die sein Sohn Pietro später erbte. Von Juli 1478 bis Mai 1480 lebte Pietro in Florenz, da sein Vater dort venezianischer Gesandter war. Dadurch kam er in Kontakt mit der florentinischen Mundart, die später sein Konzept der italienischen Schriftsprache prägen sollte. 1487–1488 hielt sich Bernardo wegen einer Gesandtschaft in Rom auf, und bei dieser Gelegenheit lernte der achtzehnjährige Pietro dieses Zentrum des Humanismus kennen. 1490 waren Vater und Sohn wieder in Venedig, und Pietro wurde in das dortige politische Leben eingeführt. 1491 trat er als Verfasser lateinischer Dichtung hervor. Im Frühjahr 1492 begab er sich nach Messina, um bei dem griechischen Gelehrten Konstantin Laskaris die altgriechische Sprache zu erlernen. Dort begegnete er Cola Bruno, einem jungen Messiner, der sein lebenslanger Gefährte, Vertrauter und Sekretär wurde. Im Sommer 1494 kehrte er nach Venedig zurück. Im Herbst begab er sich zum Studium der Philosophie nach Padua, wo er bis 1495 blieb. 1496  erschien bei dem Venezianer Buchdrucker Aldo Manuzio Bembos erstes veröffentlichtes Werk De Aetna, ein als Dialog mit dem Vater gestalteter lateinischer Bericht über eine Besteigung des Ätna, die er 1493 bei seinem Aufenthalt auf Sizilien unternommen hatte.
1497 ging er zur Fortsetzung seines Philosophiestudiums nach Ferrara, wo sein Vater damals als Diplomat tätig war. Dort lernte er den Hof des Herzogs Ercole I. d’Este kennen, ein bedeutendes Zentrum des Humanismus. Der Herzog schätzte ihn und lud ihn ein, auf seinem Landsitz Belriguardo zu wohnen. In Ferrara schloss Bembo Freundschaft mit dem Höfling und Dichter Ercole Strozzi, dem Humanisten und späteren Kardinal Jacopo Sadoleto und dem Dichter Ludovico Ariosto. Im Jahr 1500 begann seine Liebesaffäre mit Maria Savorgnan, der Witwe eines Offiziers. Diese Erfahrung bot ihm Stoff für ein Werk, an dem er schon seit 1497 arbeitete: Gli Asolani („Die Asolaner“, deutsch gewöhnlich als „Asolaner Gespräche“ wiedergegeben), ein philosophischer Dialog über die Liebe. Rund 160 Briefe, die er an Maria schrieb und von ihr empfing, sind erhalten geblieben; auch private Briefe von Humanisten wurden damals als literarische Werke betrachtet und zur späteren Veröffentlichung aufbewahrt. In der Folgezeit hielt er sich teils in Ferrara, teils in Venedig auf. 1501 gab er bei Manuzio die Rime von Francesco Petrarca heraus, 1502 Dantes Divina commedia. 1502 lernte er in Ferrara Lucrezia Borgia kennen, die Tochter Papst Alexanders VI., die kurz zuvor, im Februar 1502, den Sohn des Herzogs Ercole, den künftigen Herzog Alfonso I. d’Este, geheiratet hatte. Durch die Liebesbeziehung zu ihr entstanden Briefe, die noch im 19. Jahrhundert die Bewunderung von Lord Byron erweckten. Im Dezember 1503 starb sein zwei Jahre jüngerer Bruder Carlo, worauf er Ferrara endgültig verließ und in seine Heimatstadt zurückkehrte; er war nun der einzige Erbe seines Vaters, da ein weiterer Bruder unehelich war.

### Kirchliche Karriere unter Julius II. und Leo X.

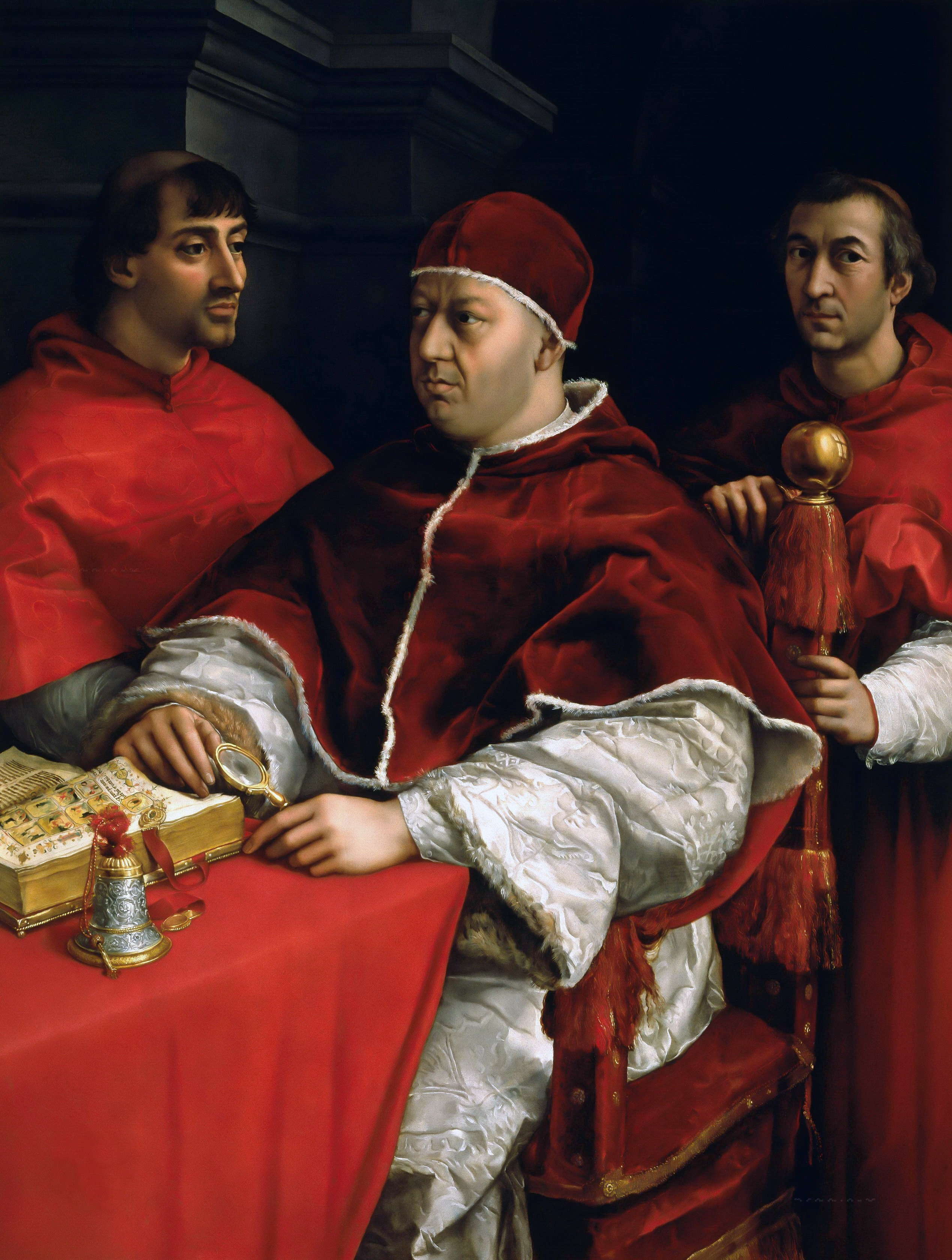
Papst Leo X., Gemälde von Raffael, Florenz, Uffizien

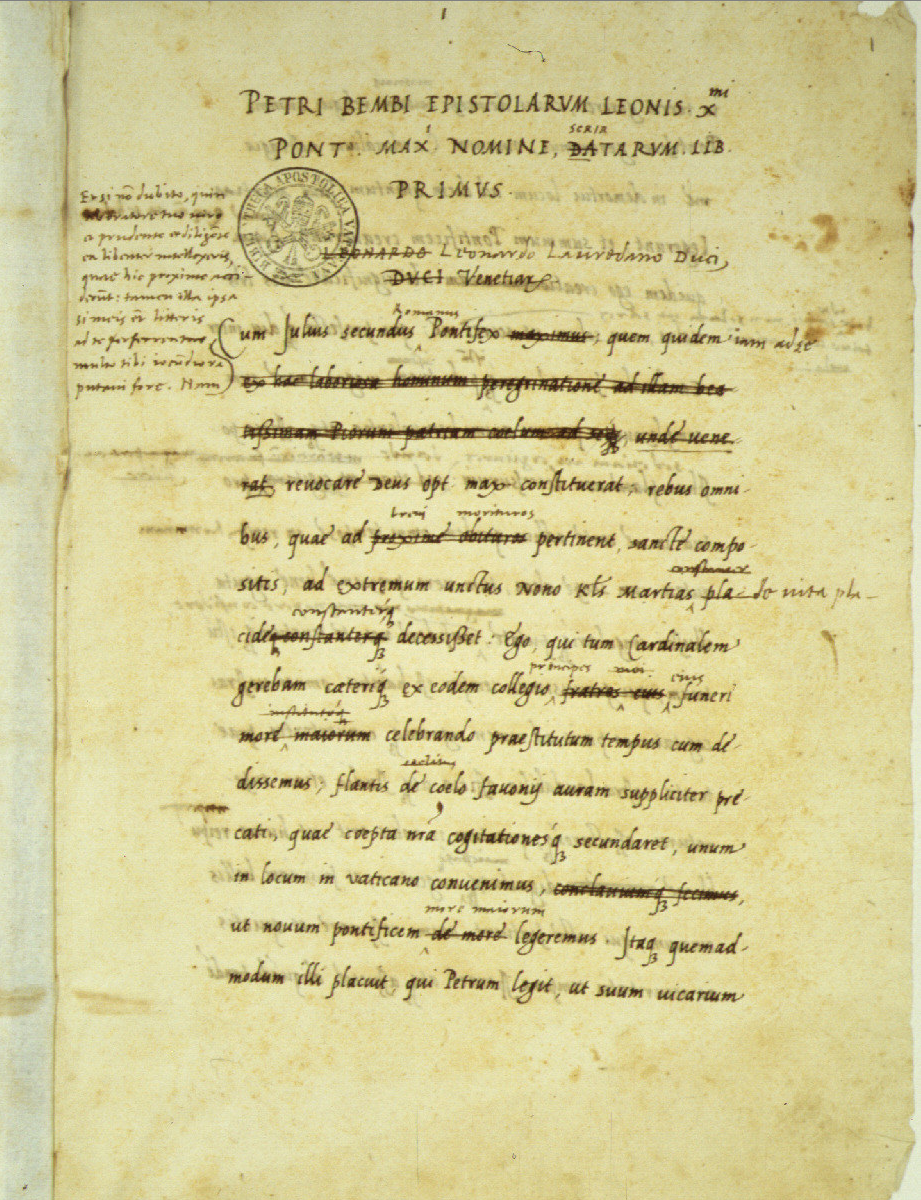
Autograph von Pietro Bembo in der Handschrift Città del Vaticano, Biblioteca Apostolica Vaticana, Vat. lat. 3364, fol. 1r

Schon ab 1500 hatte sich Bembo vergeblich um Stellen und Aufträge im diplomatischen Dienst beworben; nach den wiederholten Fehlschlägen änderte er seine Lebensplanung und entschied sich für eine kirchliche Karriere.
Zunächst folgte er im September 1506 einer Einladung der Herzogin Elisabetta Gonzaga von Urbino, der Gemahlin des Herzogs Guidobaldo I. da Montefeltro. Fünf Jahre blieb er in Urbino. Der Wechsel von Venedig nach Urbino war für Bembos kirchliche Karriere sehr hilfreich, denn Herzog Guidobaldo war ein enger Verbündeter des seit 1503 amtierenden neuen Papstes Julius II. Hinzu kam, dass Julius’ Bündnispolitik sich gegen die Republik Venedig richtete, über die er das Interdikt verhängte; diesem Konflikt, in dem Venedig 1509 in der Schlacht von Agnadello eine schwere Niederlage erlitt, entging Bembo durch seinen Wohnsitzwechsel. Er gewann die Gunst des Kardinals Galeotto Franciotti della Rovere, eines Verwandten des Papstes, dessen Fürsprache ihm eine erste Pfründe verschaffte. 1511 übersiedelte Bembo nach Rom. Als am 19. März 1513 Leo X. aus dem Geschlecht der Medici zum Papst gekrönt wurde, öffnete sich für Bembo der Weg zu einer glänzenden Laufbahn. Noch im März ernannte Leo Bembo und dessen Freund Sadoleto zu Sekretären der Breven; das war eine der ersten Amtshandlungen des neuen Papstes. Als Brevensekretär (italienisch segretario dei brevi) war Bembo für die Abfassung von Papsturkunden in lateinischer Sprache zuständig; dieses Amt verdankte er seinem Ruf als vorzüglicher Stilist.
1514 bemühte sich Leo X., eine antifranzösische Allianz zustande zu bringen. Um Venedig für dieses Vorhaben zu gewinnen, schickte er Bembo als außerordentlichen Gesandten in dessen Vaterstadt, doch blieb diese Mission erfolglos. In den folgenden Jahren entwickelte sich Bembo zu einem erfolgreichen „Pfründenjäger“; die päpstliche Gunst verschaffte ihm einträgliche Pfründen und damit finanzielle Unabhängigkeit, ohne dass er die mit der Zugehörigkeit zum geistlichen Stand verbundenen Gelübde ablegen musste. Zu seinen Förderern gehörten Giuliano di Lorenzo de’ Medici (ein jüngerer Bruder des Papstes) und der Kardinal Bernardo Dovizi da Bibbiena.

### Rückzug von der Kurie
Im Frühjahr 1518 erkrankte Bembo schwer, und in den folgenden Jahren litt er trotz teilweiser Genesung unter erheblichen Gesundheitsproblemen; daher musste er im Frühjahr 1521 aus dem Dienst des Papstes ausscheiden. Damals hatte er bereits 27 Pfründen angesammelt, und Papst Leo X. gestattete ihm zum Dank für die geleisteten Dienste, die Pfründen wie Privatbesitz nach seinem Ermessen zu vererben. Der Tod Leos X. im Dezember 1521 war für ihn ein schwerer Schlag, denn von dem neuen, aus den Niederlanden stammenden Papst Hadrian VI. hatte er nichts zu erhoffen. Im Dezember 1522 sah er sich gezwungen, in den Johanniterorden einzutreten, um seine zum Ordensbesitz gehörenden einträglichen Pfründen behalten zu können. Damit war, obwohl er noch nicht Priester wurde, die bisher hinausgezögerte Ablegung der Profess (Ordensgelübde) verbunden. Darunter war das Gelübde der Keuschheit, das er jedoch nicht zu erfüllen gedachte, denn er hatte schon seit neun Jahren eine Geliebte, Ambrogina Faustina Morosina della Torre, und hielt an seiner Verbindung mit ihr fest. Morosina war im Jahre 1513, als sie Bembos Geliebte wurde, erst sechzehn Jahre alt und bereits verheiratet. Ihr Ehemann, über den sonst nichts bekannt ist, war 1532 noch am Leben, die Ehe wurde nie annulliert. Bembo hielt das Verhältnis nicht geheim, sondern lebte offen mit ihr wie mit einer Ehefrau. Mit Morosina hatte er drei Kinder, zwei Söhne und eine Tochter, die 1523, 1525 und 1528 geboren wurden. Die beiden Söhne wurden vom Papst auf Bembos Wunsch legitimiert, also rechtlich ehelichen Kindern gleichgestellt. Damit war der Weg zur Vererbung von Besitz einschließlich Pfründen an die Kinder frei.
Diese Jahre, die Bembo fern von der Kurie verbrachte – meist hielt er sich in Padua auf –, waren eine Zeit intensiven literarischen Schaffens. In seiner Residenz in Padua sammelte er kostbare Kunstwerke, Antiquitäten, Bücher und Handschriften. 1530 übertrug ihm die Republik Venedig das Amt des Bibliothekars an der Biblioteca Nicena, der späteren Biblioteca Marciana, und ernannte ihn zu ihrem offiziellen Geschichtsschreiber mit dem Auftrag, die Zeitgeschichte ab 1487 darzustellen. Beide Tätigkeiten waren ehrenamtlich. Im Oktober 1530 bedankte sich Bembo bei Girolamo Fracastoro für das ihm gewidmete Lehrgedicht über die Syphilis. Auch schwere Schicksalsschläge – 1532 starb sein ältester Sohn, 1535 seine Gefährtin Morosina – minderten den Arbeitseifer des unermüdlichen Gelehrten nicht. Um 1537 verliebte er sich in Elisabetta Quirina, eine verheiratete Dame, deren Schönheit und Bildung berühmt war. Er sandte ihr Liebesbriefe und verfasste sechs Sonette, in denen er sie verherrlichte. Die tiefe Freundschaft mit Elisabetta wurde später von seiner Erhebung zum Kardinal nicht beeinträchtigt; sie blieb seine Vertraute.

### Kardinal unter Paul III.

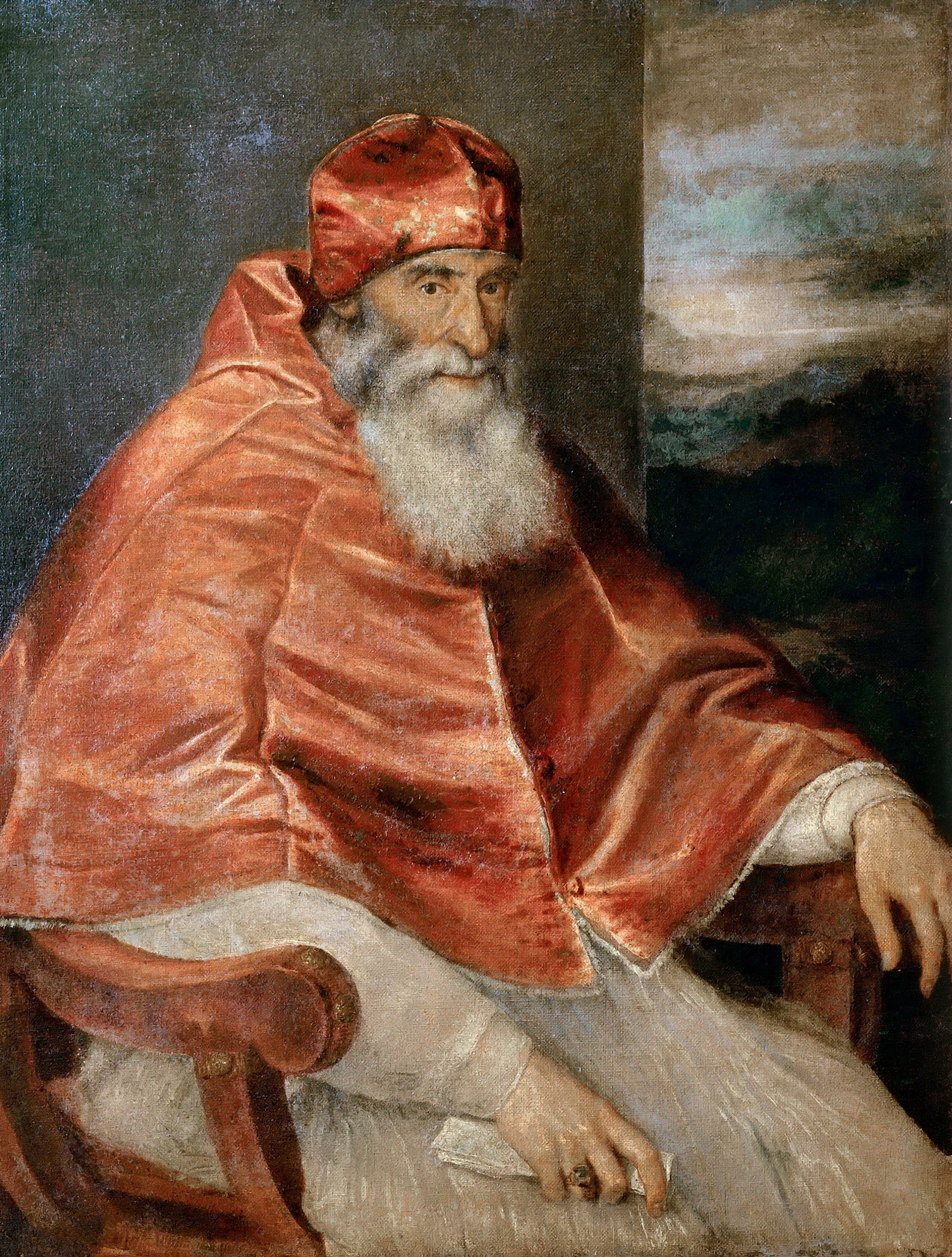
Papst Paul III., Gemälde von Tizian, 1545/46, Museo di Capodimonte, Neapel

1534 eröffnete ihm die Wahl des Papstes Paul III. eine Chance, seine durch den Tod Leos X. unterbrochene kirchliche Karriere wieder aufzunehmen. Es gelang ihm, die Unterstützung von Alessandro Farnese zu gewinnen, einem Enkel des neuen Papstes, der von diesem, erst vierzehnjährig, 1534 zum Kardinal ernannt worden war. Im Konsistorium vom 19. März 1539 wurde Bembo zur Kardinalswürde erhoben und erhielt als Kardinaldiakon die Titelkirche San Crisogono, worauf er im Oktober von Padua nach Rom übersiedelte und im Dezember 1539 die Priesterweihe empfing. Weder seine unkeusche Vergangenheit noch der weltliche und teils erotische Charakter seiner Werke erwies sich als Hindernis; als Begründung für seine Erhebung zum Kardinal wurde angegeben, dass er an Gelehrsamkeit und Sprachkunst leicht als Fürst seines Zeitalters gelten konnte (doctrina et eloquentia nostrae aetatis facile princeps).

Für Theologie interessierte sich Bembo kaum. Daher spielten die Ideen der beginnenden Reformation in seiner privaten Korrespondenz eine sehr geringe Rolle. Im Streit um die Rechtfertigungslehre neigte er anscheinend zu einem Kompromiss mit den Lutheranern. Er hielt unbefangen Kontakt mit Personen, die von protestantischem Gedankengut beeinflusst waren und von denen einige später, nach seinem Tod, von der Inquisition verfolgt wurden.

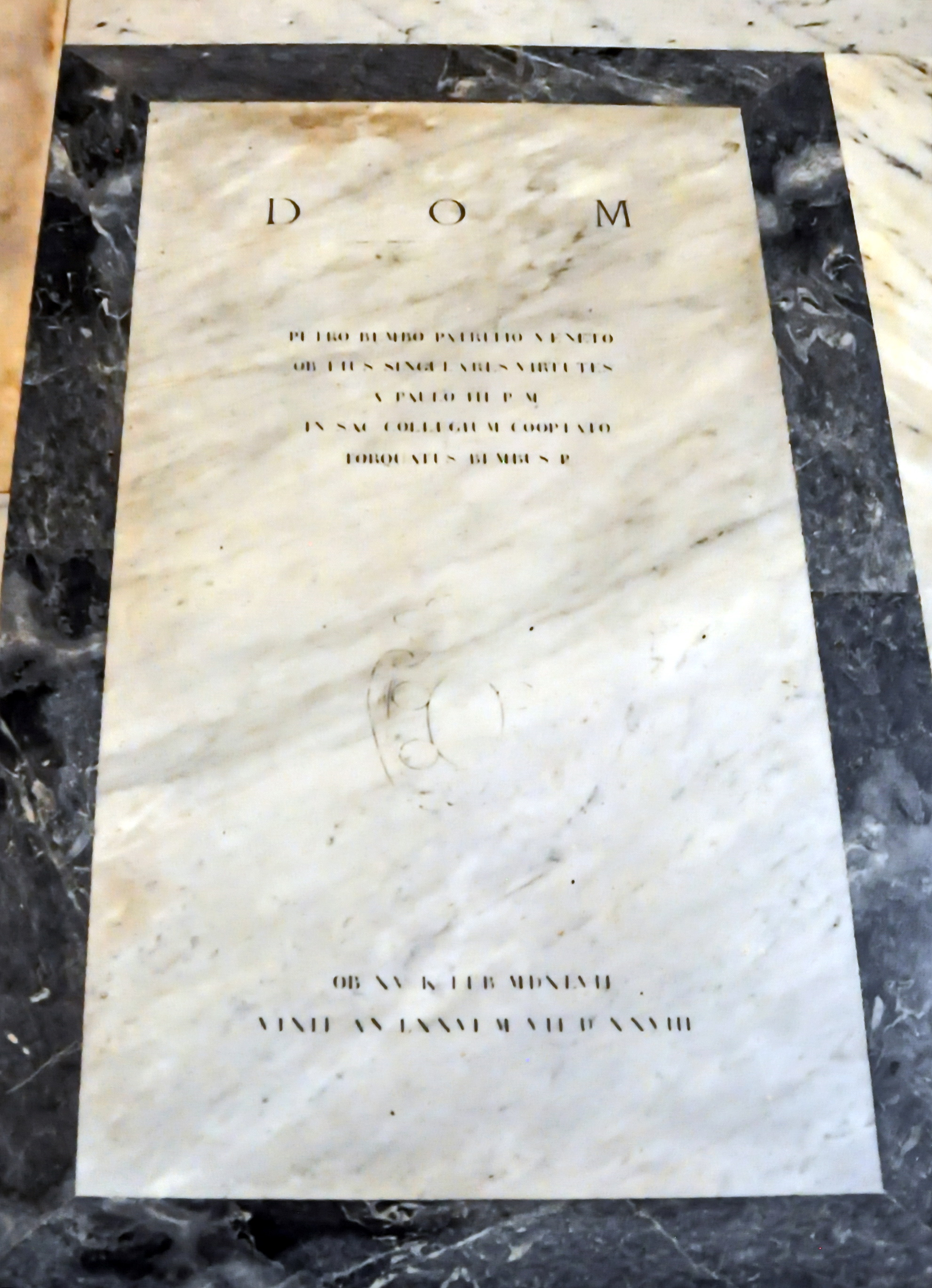
Bembos Grab

 Eine zentrale Rolle im Kreis dieser spirituellen Reformbewegung spielten die berühmte Dichterin Vittoria Colonna, die Bembo bewunderte und mit ihm befreundet war, und der Generalvikar der Kapuziner Bernardino Ochino, den Bembo sehr schätzte und der sich später der Reformation anschloss. 1521 hatte Bembo die Auffassung vertreten, dass Luthers Thesen offen diskutiert werden sollten, und als Kardinal zeigte er große Bewunderung für die Verständigungsbemühungen seines Kollegen Gasparo Contarini beim Regensburger Religionsgespräch von 1541. Er gehörte zu der Minderheit im Kardinalskollegium, die Contarini unterstützte.
1541 wurde er Bischof von Gubbio, wohin er im November 1543 umzog. Dort beendete er seine Darstellung der venezianischen Zeitgeschichte. Schon 1544 erhielt er das Bistum Bergamo, das wesentlich bedeutender als Gubbio war, und noch im selben Jahr rief ihn der Papst nach Rom zurück. Ohne ein Zeichen von Ermüdung oder Nachlassen der geistigen Spannkraft setzte er im achten Lebensjahrzehnt die literarische Arbeit fort. Erst als er tödlich erkrankte, endete seine rastlose Tätigkeit. Er starb am 18. Januar 1547 in Rom und wurde am folgenden Tag in der Kirche Santa Maria sopra Minerva beigesetzt. Dort befindet sich sein Grab zwischen jenen der Päpste Leo X. und Clemens VII.

## Werke
Bembos Werke sind teils lateinisch, teils italienisch abgefasst. Sein literarisches Konzept beruht auf dem Prinzip einer kongenialen, konsequenten Nachahmung des in der jeweiligen Sprache für Prosa beziehungsweise Poesie besten Vorbilds. Nur so meinte er Einheitlichkeit des Stils erreichen zu können, in der er eine Voraussetzung für Meisterschaft sah. Damit gehörte er zu den Sprachpuristen und Klassizisten, die nichts dulden wollten, was mit dem Stil der „klassischen“ Autoren unvereinbar ist. Stets vertrat er seine Überzeugungen in klarem, entschiedenem Ton. Seine Texte pflegte er beständig zu überarbeiten.

### Lateinische Werke

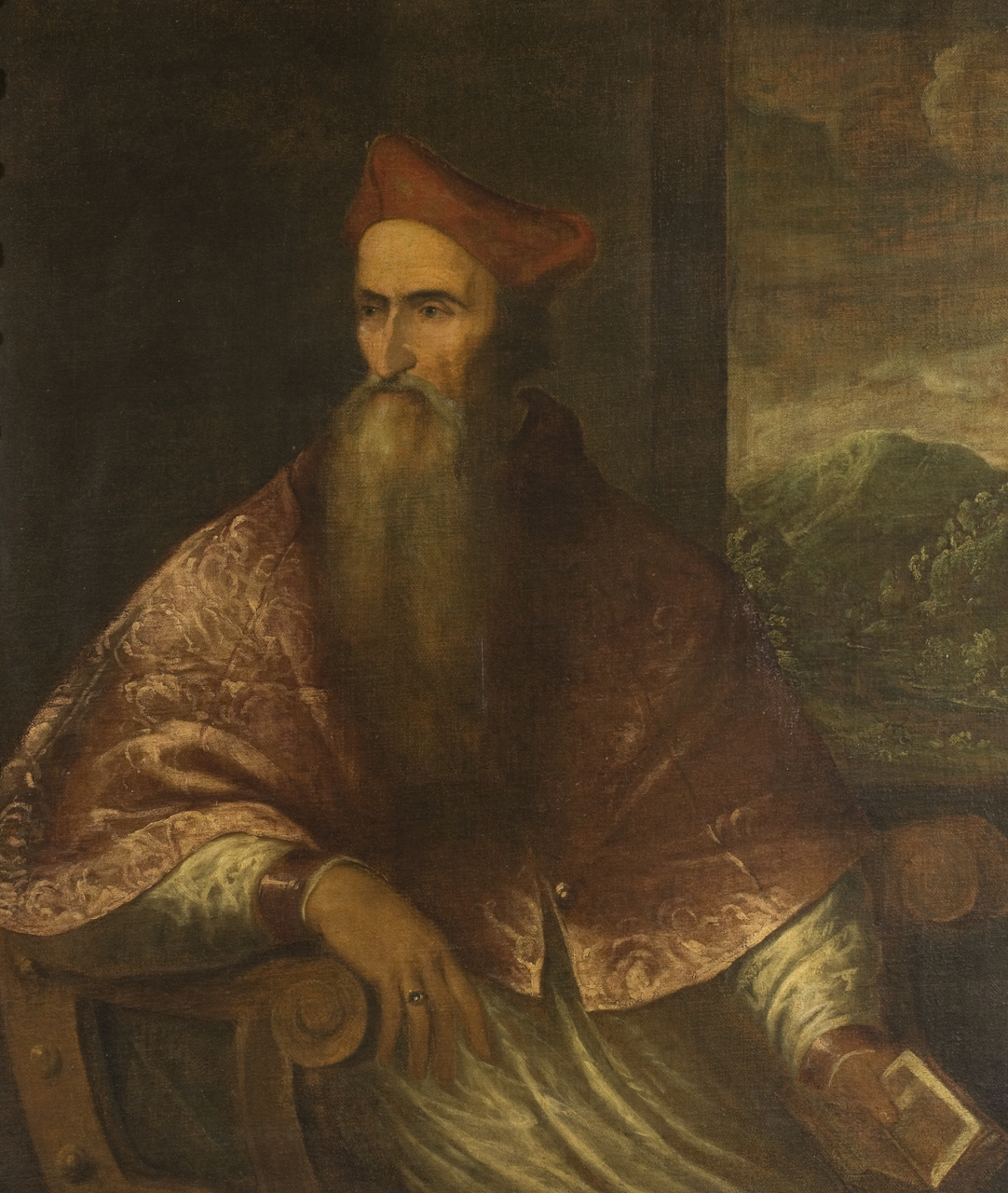
Pietro Bembo, Gemälde von Tizian um 1545, Museo di Capodimonte, Neapel

Im Lateinischen war für Bembo das allein maßgebliche Vorbild für Prosa Cicero. Diese Haltung wird mit dem modernen Begriff Ciceronianismus bezeichnet. Bembo war der prominenteste Ciceronianer seiner Zeit und setzte seine Auffassung an der Kurie durch.
Von Bembos lateinischen Schriften fanden die für den Papst verfassten Briefe besonders viel Beachtung, da sie als Muster eines reinen Lateins geschätzt wurden. Bembo sammelte sie und ließ sie 1535 in Venedig drucken (Epistolae Leonis Decimi nomine scriptae, 16 Bücher). Erst bei der Drucklegung fügte er Bezugnahmen auf die altrömische Religion und Mythologie ein, die in den päpstlichen Originalen fehlen: Der Heilige Geist wird zum „himmlischen Zephyr“, Maria zur „Göttin“, die Kardinäle sind ein „Kollegium von Auguren“, Nonnen sind „vestalische Jungfrauen“. Eine Sammlung seiner persönlichen Korrespondenz in sechs Büchern erschien erst nach seinem Tod (Epistolae familiares, Venedig 1552).
Unter den privaten Briefen ist besonders ein Briefwechsel mit Gianfrancesco Pico della Mirandola, einem Neffen des berühmten Humanisten Giovanni Pico della Mirandola, literarhistorisch bedeutsam. Darin übt Pico Kritik an einer aus seiner Sicht sklavischen Nachahmung Ciceros. Er argumentiert, man solle Klassiker nicht nur imitieren, sondern danach streben, sie zu übertreffen, und sich zu diesem Zweck von verschiedenen Autoren inspirieren lassen. Bembo verteidigt den Ciceronianismus; er meint, wenn man sich mehrere Vorbilder nehme, führe das zu einer unharmonischen Vermischung von Stilen. Man könne zwar Material aus unterschiedlichen Quellen schöpfen, aber für den Stil sei nur ein einziges Vorbild zu wählen. Dieses solle für Prosa Cicero sein, für alle Arten von Dichtung Vergil. Vergils Verse seien so vollkommen, dass die Natur selbst sie nach dem Urteil seiner Leser nicht übertreffen könnte, wenn sie den Wunsch hätte, sich dichtend auszudrücken. Cicero sei der rhetorisch brillanteste Autor, der je gelebt hatte. Zwar sei der gegen ihn gelegentlich erhobene Vorwurf der Weitschweifigkeit, ja sogar Geschwätzigkeit nicht ganz unbegründet, doch sei dies ein Mangel des Charakters und nicht des Stils. Der Stil sei in allen Werken des Römers gleichermaßen vollendet, überall von gleichem Glanz und gleicher Würde geprägt. Grundsätzlich sei es zwar denkbar, dass jemand ihn künftig übertreffe, doch wer dies anstrebe, der müsse erst durch Nachahmung Ciceros Niveau erreichen. Bembos Brief an Pico wurde 1530 gedruckt; er ist auch als Abhandlung unter dem Titel De imitatione („Über die Nachahmung“) bekannt.

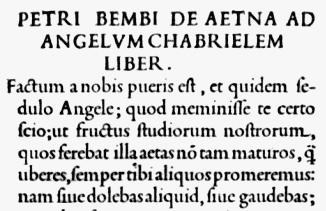
Anfang von De Aetna in der De Aetna-Type

Bembos Dialog De Aetna wurde im Februar 1496 von Manuzio gedruckt.  Dabei wurde erstmals eine neue Schriftart verwendet, die speziell für dieses Werk entworfen wurde, die De Aetna-Type. Sie wurde wegweisend für die gesamte weitere Entwicklung der Typografie und bildet die Grundlage der berühmten französischen Schriftart Garamond, die bis heute meistverwendete Schrift im Buchdruck. Eine 1929 nachgezeichnete Version der De Aetna-Type erhielt den Namen Bembo; eine neuere Version ist die Cardo. Inhaltlich lässt das Jugendwerk De Aetna Bembos starkes Interesse an Geographie erkennen, das er lebenslang beibehielt; auch in seiner Darstellung der venezianischen Zeitgeschichte ging er ausführlich auf physikalische und Wirtschaftsgeographie ein. Seine Fähigkeit zu poetischer Charakterisierung der Atmosphäre einer Landschaft zeigt sein 1524 gedrucktes lateinisches Gedicht Benacus („Der Gardasee“). Dort schildert er im Kontext antiker Mythologie, wie der Gott des Gardasees und die Flussnymphen ein Freudenfest feiern, weil das Bistum Verona einen neuen, jungen Bischof (Gianmatteo Giberti) erhält, von dem man sich viel verspricht.
Von der Darstellung der Zeitgeschichte Venedigs, mit der er als offizieller Geschichtsschreiber der Republik beauftragt war, vollendete er zwölf Bücher, die den Zeitraum von 1486 bis 1513 umfassten. Darin behandelte er nicht nur venezianische Angelegenheiten, sondern auch allgemeine Geschichte, insbesondere die spanischen und portugiesischen Entdeckungsfahrten, die ihn faszinierten.

### Italienische Werke
Neben dem Lateinischen, der traditionell bevorzugten Sprache der Humanisten, schätzte Bembo auch die italienische Volkssprache; er betrachtete sie als dem Latein gleichwertig. Mit seiner Sprachtheorie und Stillehre wollte er ihr eine Basis für ihre Funktion als Literatursprache geben und zeigen, dass sie sich für literarische Zwecke eignet.
Gli Asolani

Dieser philosophische Dialog über die Liebe, in den zahlreiche Gedichte eingefügt sind, war ein Jugendwerk. Er erschien 1505 bei Manuzio in Venedig und war Lucrezia Borgia gewidmet. 1530 veröffentlichte Bembo eine überarbeitete Fassung der „Asolaner Gespräche“. Der Dialog spielt sich in Asolo (heute in der Provinz Treviso, Region Venetien) auf dem Landsitz der ehemaligen Königin von Zypern Caterina Cornaro ab, einem kulturellen Zentrum, wo sich Bembo tatsächlich aufgehalten hat. Beteiligt sind außer Caterina drei junge Männer und drei edle Damen. Die Hochzeit einer der Damen bietet Anlass, die Frage nach dem Wesen wahrer Liebe zu stellen. Die Gespräche dauern drei Tage, die den drei Büchern des Werks entsprechen; an jedem Tag stellt einer der Jünglinge sein Konzept vor und hofft auf die Zustimmung der Damen.
Am ersten Tag tritt Perottino auf und lenkt die Aufmerksamkeit auf das von der Liebe verursachte Leid; aus seiner Sicht ist sie Wurzel des Unglücks, Ursache von Liebeskrankheit, Hass, Torheit und Kriegen. Alle Liebe ist für ihn Begierde und als solche letztlich, trotz der Freuden, die sie gewährt, überwiegend leidvoll; außerdem ist es unmöglich, die geliebte Person vollständig zu besitzen. Am zweiten Tag präsentiert Gismondo die Gegenposition. Er sieht die Liebe als göttliche Kraft, die den Liebenden beglückt und zu edlen Handlungen anspornt. Sie ist eine kosmische Gewalt, die das ganze Universum durchwirkt und für den Fortbestand der Schöpfung sorgt. Für die Menschheit schafft sie den Antrieb zur Zivilisation, dem Individuum bietet sie den Anreiz sich zu kultivieren. In seiner Begeisterung übertreibt Gismondo derart, dass er die Damen nicht überzeugt; ihm fehlt die für Bembo sehr wichtige Tugend des Maßhaltens. Am dritten Tag spricht Lavinello, der sich auf einen Einsiedler beruft, dem er seine Einsicht verdanke. Er sieht und würdigt sowohl den positiven als auch den negativen Aspekt. Welcher von ihnen sich auswirkt, hängt von der Art des Verlangens und damit von der jeweiligen Stufe der Liebe ab. Die Liebe, die mit Begierde verbunden ist, kann Leid hervorrufen, wenn die irrtumsanfällige menschliche Begierde sich auf ein ungeeignetes Objekt richtet. Als Alternative wird eine begierdelose Liebe herausgestellt. Sie äußert sich als Freude an der unvergänglichen Schönheit des Göttlichen, welche das Urbild irdischer Schönheit ist. Dieses Urbild, das allein wahre Schönheit bedeutet, erschließt sich dem Menschen in der Kontemplation, die ihn zur Glückseligkeit führt. Am Ende von Lavinellos Ausführungen endet das Werk abrupt, eine Reaktion der Damen darauf wird nicht mitgeteilt. Mit der Lavinello in den Mund gelegten Lösung der Liebesfrage stellt sich Bembo in die Tradition des Renaissance-Neuplatonismus, den im 15. Jahrhundert Marsilio Ficino und Giovanni Pico della Mirandola propagiert hatten. Sprachlich lehnt er sich eng an sein Vorbild Petrarca an (Petrarkismus).
Prose della volgar lingua 

Die sprachtheoretische Untersuchung Prose della volgar lingua („Abhandlung über die Volkssprache“) erschien 1525 in Venedig. Den literarischen Rahmen bildet ein Dialog zwischen vier Humanisten, darunter Bembos Bruder Carlo, dem er seine eigene Ansicht in den Mund legt. Den Ausgangspunkt bietet im ersten Buch ein Vergleich zwischen der lateinischen und der italienischen Sprache und die daran anknüpfende Frage nach dem Wert des Italienischen als Literatursprache. In Zusammenhang damit stellt sich die allgemeine Frage nach dem Verhältnis zwischen der natürlichen, gesprochenen Sprache und einer gehobenen Schriftsprache. Der Umstand, dass bedeutende Schriftsteller sich des Italienischen bedient haben, erweist dessen Eignung zur Literatursprache. Wie das Lateinische sieht Bembo auch das Italienische durch klassische Vorbilder festgelegt, welche die Volkssprache zur Vollendung geführt haben so wie Cicero das Lateinische. Das sind für ihn Petrarca und Boccaccio; sein Verhältnis zu Dante hingegen, an dessen Wortschatz er einiges auszusetzen hat, ist distanziert. Für die Lyrik soll Petrarca das maßgebliche Vorbild sein, für die Prosa Boccaccio. Das von ihnen erreichte Optimum ist nachzuahmen. Wie das praktisch zu verstehen ist, zeigt Bembo, indem er Abschnitte aus den Werken der Klassiker stilistisch analysiert und kommentiert. Im dritten Buch geht er detailliert auf grammatische Fragen ein, womit er einen wichtigen Beitrag zur Normierung der italienischen Grammatik leistet. Da die Vorbilder sich der toskanischen Sprache bedienten, wird der „Sprachenstreit“ (questione della lingua), die Rivalität zwischen den regionalen Ausprägungen des Italienischen, zugunsten des Toskanischen entschieden, und zwar zugunsten der Ausdrucksweise des 14. Jahrhunderts, die in der Frühen Neuzeit bereits etwas antiquiert war. Damit vertritt Bembo im Sprachenstreit eine Gegenposition zur Auffassung von Machiavelli, der keine altertümliche Sprache wollte, und dem Standpunkt von Castiglione und Trissino, die für eine Mischung verschiedener regionaler Einflüsse in der Hochsprache eintraten.
Rime

Bembos Widmungsbrief zu seinem italienischen Gedicht Sogno, 1492–1494

Diese Gedichtsammlung Bembos wurde 1530 in Venedig veröffentlicht, 1535 erschien eine erweiterte Fassung. Die Rime sind 165 Gedichte, in denen Bembo Petrarcas Canzoniere eine Fülle von Anregungen und Elementen entnimmt, um sie für seinen Zweck neu zu kombinieren. Meist wählt er die Form des Sonetts. Ein großer Teil behandelt erotische Themen; neben der Liebeslyrik ist auch Gelegenheitsdichtung stark vertreten. Obwohl der Dichter auf sein eigenes Liebesleid Bezug nimmt, geht es ihm nicht darum, individuelle Besonderheiten seines persönlichen Schicksals herauszustellen, sondern sein Augenmerk richtet sich eher auf das Allgemeingültige.

### Griechisches Werk
Während seines Aufenthalts im Messina verfasste Bembo im Jahr 1494 eine Rede an den Senat von Venedig in altgriechischer Sprache. Darin setzt er sich für die Förderung des Studiums der altgriechischen Sprache und Literatur ein. Es handelt sich um eine Stilübung, die seine gute Beherrschung des Griechischen und seine Vertrautheit mit den Reden des Demosthenes zeigt. Der Stil ist konsequent antikisierend: Der Redner nimmt auf die Hilfe der Götter und auf die Orakel von Delphi und Dodona Bezug und verwendet die Bekräftigungsformel „Bei Zeus!“.

## Rezeption
In einer 1552 erschienenen Anthologie humanistischer Dichtung wird der Bembos Gedichte enthaltende Teil mit einem Epigramm eingeleitet, das seine lateinische Dichtkunst neben die Vergils stellt und daneben seine italienischen Verse würdigt:
Tu quoque Vergilio certabas, Bembe, Latino

Magnanimum heroum carmine facta canens.

Audiit et musae captus dulcedine Thuscos

Ad citharam versus condere iussit Amor.
„Auch du, Bembo, wetteifertest mit Vergil, in lateinischer

Dichtung die Taten hochherziger Helden besingend.

Amor hört's und hieß, von der Süße der Muse ergriffen,

tuskische Verse dich schaffen zum Saitenspiel.“
Die Nachwirkung der lateinischen Werke war beträchtlich; sie wurden als Muster nachgeahmt, daher sprach man von „Bembismus“. Noch Goethe fühlte sich von Bembos Klassizismus angesprochen; er suchte 1786 das Grab des humanistischen Gelehrten auf und notierte in seinem Reisetagebuch, dieser sei ein vernünftiger und edler Mensch gewesen, „der nicht gern in der Bibel las, um seinen lateinischen Styl, wahrscheinlich auch um seine Imagination nicht zu verderben.“
Sehr beliebt waren die Rime. Dieses Werk wurde zwischen 1530 und 1560 dreißigmal nachgedruckt und war damit einer der größten literarischen Erfolge des Jahrhunderts.
Baldassare Castiglione ließ sich von den „Asolaner Gesprächen“ dazu anregen, in seinem Werk Il Libro del Cortegiano Bembo in einer fiktiven Gesprächsrunde das Schlusswort zu geben und ihn die neuplatonische Liebestheorie vortragen zu lassen. Die „Asolaner Gespräche“ wurden oft nachgedruckt und erfreuten sich schon zu Bembos Lebzeiten einer außerordentlichen Popularität. Bis 1600 wurde das Werk mindestens zweiundzwanzigmal gedruckt; 1545 erschien eine französische Übersetzung, 1551 eine spanische.
Bembos Prose beeindruckten junge Literaten, und ihr Einfluss führte zur Gründung von Gesellschaften, die sich dem Studium und der Förderung der italienischen Sprache widmeten. Später setzte sich Bembos Konzept bei der Accademia della Crusca durch, die sich in ihrem Wörterbuch von 1612 nach seinen Vorstellungen richtete.
Der Kulturhistoriker Jacob Burckhardt war der Meinung, dass Bembos „klassischer italienischer Briefstil“ als „völlig moderne, vom Lateinischen mit Absicht ferngehaltene Schreibart, und doch geistig total vom Altertum durchdrungen und bestimmt“ an der Spitze der italienischen Briefkunst des 16. Jahrhunderts stehe. Bembos Kleinepos Sarca betrachtete er als das Meisterwerk der antike Mythen aufgreifenden und fortentwickelnden neulateinischen Poesie der Renaissance.

## Bildliche Darstellungen
Als junger Mann wurde Bembo wiederholt gemalt: Er erscheint auf Gentile Bellinis im Jahr 1500 entstandenem Gemälde „Kreuzeswunder bei San Lorenzo“ als dritter von rechts, und er kann mit dem „jungen Mann“ identifiziert werden, den Giovanni Bellini 1505/1506 porträtierte (das Bild befindet sich heute in der Royal Collection in Hampton Court). Der Gemmenschneider Valerio Belli bildete ihn 1532 auf einer Medaille ab. Später entstand eine Bembo-Medaille von Benvenuto Cellini. Tizian malte ihn mindestens dreimal als Kardinal; das letzte, 1545/46 entstandene Gemälde ist verloren, aber aus Kopien bekannt. Ferner erscheint Bembo auf Fresken von Giorgio Vasari. Ein Porträt Bembos von Raffael ist verloren. Der Bildhauer Danese Cattaneo schuf eine Büste Bembos.

## Textausgaben und Übersetzungen
Lateinische und italienische Briefe
- Pietro Bembo: Lettere, hrsg. Ernesto Travi, Commissione per i Testi di Lingua, Bologna 1987–1993
  - Band 1 (1492–1507), 1987
  - Band 2 (1508–1528), 1990
  - Band 3 (1529–1536), 1992
  - Band 4 (1537–1546), 1993

Lateinische Werke
- Pietro Bembo: Carmina. Edizioni RES, Torino 1990 (geringfügig bearbeitete Fassung der Erstausgabe von 1553).
- Pietro Bembo: Lyric Poetry. Etna, hrsg. Mary P. Chatfield, Harvard University Press, Cambridge (MA) 2005, ISBN 0-674-01712-9 (lateinischer Text mit englischer Übersetzung).
- Pietro Bembo: History of Venice, hrsg. Robert W. Ulery, 3 Bände, Harvard University Press, Cambridge (MA) 2007–2009 (lateinischer Text mit englischer Übersetzung)
- Pietro Bembo: Sarca, hrsg. Otto Schönberger, Königshausen & Neumann, Würzburg 1994, ISBN 3-88479-975-4 (erste kritische Ausgabe des lateinischen Gedichts mit deutscher Übersetzung).
- Joann Dellaneva, Brian Duvick (Hrsg.): Ciceronian Controversies. Harvard University Press, Cambridge (MA) 2007, ISBN 978-0-674-02520-2 (enthält S. 16–125 Bembos Briefwechsel mit Gianfrancesco Pico; lateinischer Text mit englischer Übersetzung).
- Francesco Donadi (Hrsg.): Gorgias: Helenae encomium. Petrus Bembus: Gorgiae Leontini in Helenam laudatio. De Gruyter, Berlin 2016, ISBN 978-3-11-031635-3, S. 13–43 (kritische Edition von Bembos lateinischer Übersetzung der Rede Lob der Helena des Gorgias von Leontinoi)

Griechisches Werk
- Pietro Bembo: Oratio pro litteris graecis, hrsg. Nigel Guy Wilson, Centro interdipartimentale di studi umanistici, Università di Messina, Messina 2003, ISBN 88-87541-12-4 (kritische Ausgabe mit englischer Übersetzung)

Italienische Werke
- Carlo Dionisotti (Hrsg.): Maria Savorgnan, Pietro Bembo: Carteggio d’amore (1500–1501). Le Monnier, Firenze 1950 (Korrespondenz Bembos mit Maria Savorgnan).
- Giulia Raboni (Hrsg.): Pietro Bembo, Lucrezia Borgia: La grande fiamma. Lettere 1503–1517. Rosellina Archinto, Milano 1989 (Korrespondenz Bembos mit Lucrezia Borgia).
- Pietro Bembo: Asolaner Gespräche. Dialog über die Liebe, übersetzt von Michael Rumpf, Manutius, Heidelberg 1992, ISBN 3-925678-19-0 (Übersetzung von Gli Asolani).
- Pietro Bembo: Motti, hrsg. Vittorio Cian, Bonnard, Milano 2007, ISBN 978-88-89609-16-3 (kritische Ausgabe).
- Pietro Bembo: Opere in volgare, hrsg. Mario Marti, Sansoni, Firenze 1961.
- Pietro Bembo: Prose della volgar lingua. L’editio princeps del 1525 riscontrata con l’autografo Vaticano latino 3210, hrsg. Claudio Vela, CLUEB, Bologna 2001, ISBN 88-491-1585-7 (kritische Ausgabe).
- Pietro Bembo: Prose e rime, hrsg. Carlo Dionisotti, 2. Auflage, Torino 1978 (Nachdruck der Ausgabe von 1966).
- Pietro Bembo: Le Rime, hrsg. Andrea Donnini, 2 Bände, Salerno Editrice, Roma 2008, ISBN 978-88-8402-626-2 (maßgebliche kritische Ausgabe).
- Pietro Bembo: Stanze, hrsg. Alessandro Gnocchi, Società Editrice Fiorentina, Firenze 2003 (kritische Ausgabe).